# Sagartiomorphe carlgreni
Sagartiomorphe carlgreni är en havsanemonart som beskrevs av Casimir R. Kwietniewski 1898. Sagartiomorphe carlgreni ingår i släktet Sagartiomorphe och familjen Sagartiomorphidae. Inga underarter finns listade i Catalogue of Life.